# Smyrna (Tennessee)
Smyrna és una població dels Estats Units a l'estat de Tennessee. Segons el cens del 2000 tenia 25.569 habitants.

## Demografia
Segons el cens del 2000, Smyrna tenia 25.569 habitants, 9.608 habitatges, i 7.061 famílies. La densitat de població era de 432,4 habitants/km².
Dels 9.608 habitatges en un 39,8% hi vivien nens de menys de 18 anys, en un 55% hi vivien parelles casades, en un 14,2% dones solteres, i en un 26,5% no eren unitats familiars. En el 21,1% dels habitatges hi vivien persones soles el 4,3% de les quals corresponia a persones de 65 anys o més que vivien soles. El nombre mitjà de persones vivint en cada habitatge era de 2,62 i el nombre mitjà de persones que vivien en cada família era de 3,04.
Per edats la població es repartia de la següent manera: un 27,6% tenia menys de 18 anys, un 10,5% entre 18 i 24, un 35,1% entre 25 i 44, un 19,9% de 45 a 60 i un 6,8% 65 anys o més.
L'edat mediana era de 32 anys. Per cada 100 dones de 18 o més anys hi havia 92,9 homes.
La renda mediana per habitatge era de 44.405 $ i la renda mediana per família de 51.550 $. Els homes tenien una renda mediana de 37.130 $ mentre que les dones 27.325 $. La renda per capita de la població era de 19.704 $. Entorn del 6,7% de les famílies i el 8,8% de la població estaven per davall del llindar de pobresa.

## Poblacions més properes
El següent diagrama mostra les poblacions més properes.